# Прогеніторні клітини

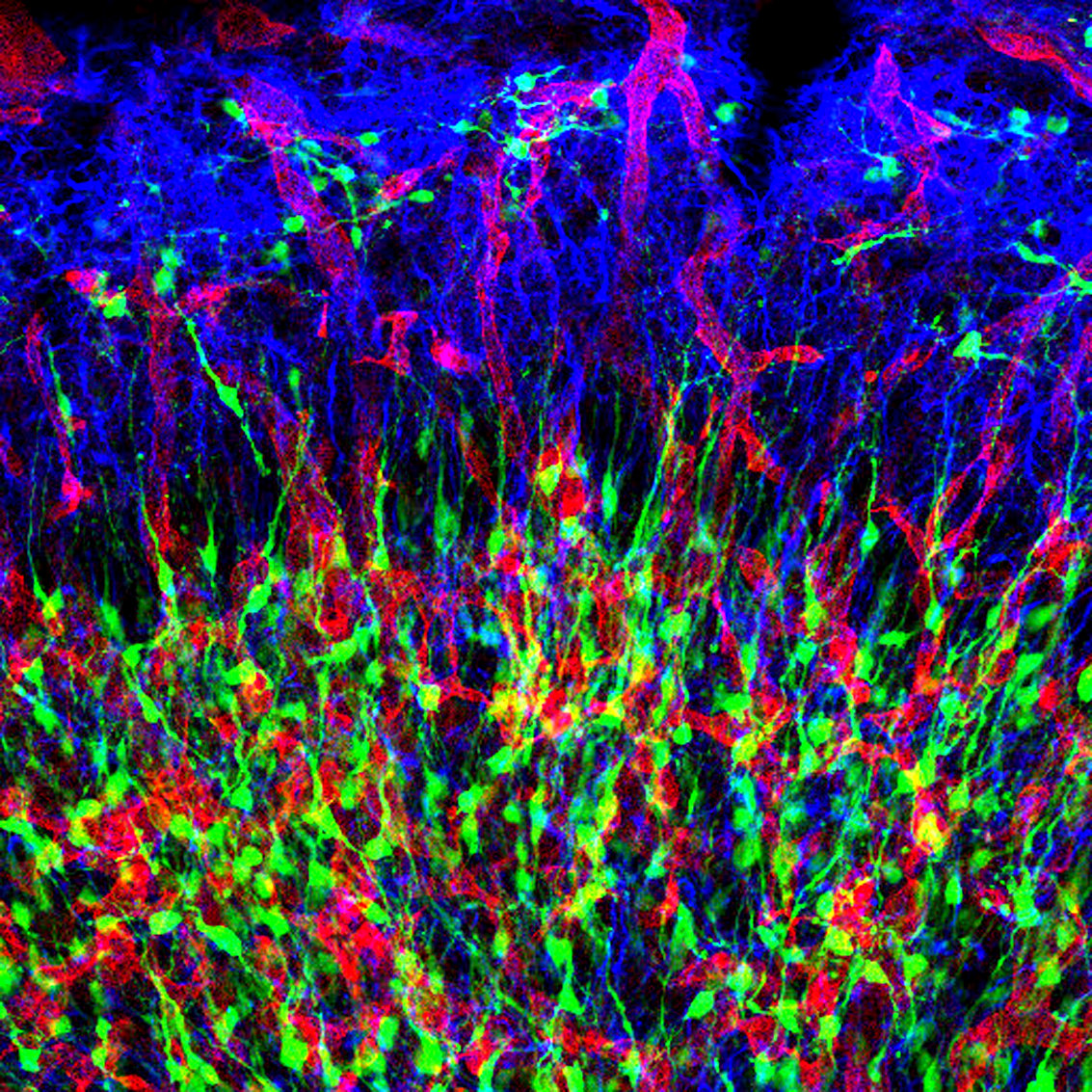
Прогеніторні клітини нейронів (зелений колір) в нюховій цибулині щура, астроцити пофарбовані синім кольором, кровоносні судини — червоним.

Прогеніторні клітини — стовбурові клітини, детерміновані на диференціювання в певний тип клітин. Це клітини, які на відміну від плюрипотентних стовбурових клітин вже мають стійкі біомаркери, які дозволяють відрізнити їх і їх потомство від клітин інших типів. Крім того їх здатність до проліферації значно нижче ніж у плюрипотентних стовбурових клітин.
Прогеніторні клітини виконують роль стовбурових клітин дорослого організму зайнятих поповненням пулу спеціалізованих клітин організму. Розрізняють мультипотентні та уніпотентні прогеніторні клітини. Іноді термін прогеніторна клітина замінюють на термін клітина-попередниця або бластна клітина. Однак слід зазначити, що в ембріології і цитології клітинами-попередницями зазвичай називають групу клітин які пізніше диференціюються в конкретний орган.